# Ordine della Cultura
L'Ordine della Cultura (文化勲章?, bunkakunshō) è un'onorificenza giapponese fondata dall'Imperatore Shōwa.

## Storia
L'Ordine fu fondato l'11 febbraio 1937 (Shōwa 12), ultimo di tutti gli ordini cavallereschi giapponesi, per onorare le persone che avessero contribuito alla promozione e allo sviluppo della cultura, dell'arte, della letteratura o della scienza. Nel 1951 (Shōwa 26) fu istituita l'onorificenza della Persona di Merito Culturale (文化功労者?, bunkakōrōsha), che mira a sostenere i cittadini con importanti meriti culturali mediante una speciale pensione statale. Dal 1955 (Shōwa 30) sia l'Ordine della Cultura che le Persone di Merito Culturale vengono assegnati il 3 novembre. Inizialmente, l'Ordine della Cultura era conferito dal Primo Ministro alla presenza dell'Imperatore, e per questo motivo era classificato allo stesso livello di un Cavaliere di II Grado di qualunque altro ordine; ma dal 1997 (Heisei 9) l'Ordine viene conferito dall'Imperatore in persona, ed è quindi considerato al pari di un Cavaliere di I Grado (Gran Cordone) degli altri ordini. L'Ordine della Cultura è stato l'unico a rimanere sostanzialmente invariato dopo la revisione del sistema di onorificenze del 3 novembre 2003 (Heisei15).

## Classi
L'Ordine della Cultura è diverso dalle altre onorificenze giapponesi e il suo sistema di classi non segue l'andamento normale: è infatti un ordine a classe singola, che però non viene conferito sotto forma di Gran Cordone (come avviene per l'altra onorificenza giapponese a classe singola, l'Ordine dei Fiori di Paulonia). Si potrebbe obiettare che in passato l'Ordine era considerato al pari di un secondo grado, e perciò viene conferito come Nastro da Collo, ma il nastro è diverso da quello degli altri ordini, e non viene conferita alcuna Stella da Petto, tipica delle altre onorificenze di primo e secondo grado. L'unica possibile spiegazione è che l'Ordine della Cultura è nato come onorificenza non correlata alle sue connazionali; ne è una dimostrazione il fatto che, alla consegna delle onorificenze, l'imperatore porta in genere le insegne dell'Ordine del Crisantemo e dei Fiori di Paulonia, tranne alla consegna dell'Ordine della Cultura, quando porta solo le sue insegne.

## Insegne
- La medaglia dell'Ordine consiste in un fiore di mandarino a cinque petali smaltati di bianco con al centro un disco smaltato di rosso e cerchiato di blu riportante il cosiddetto magatama realizzato in giada. La medaglia è sostenuta al nastro attraverso una corona di foglie di mandarino con piccoli frutti, realizzata in oro.
- L'Ordine non possiede alcuna stella da petto.
- Il nastro è rosa-lilla ed è conferito come nastro da collo, nonostante l'Ordine sia equiparabile ai gradi di Gran Cordone (tuttavia il fiocco a cui è sospesa la medaglia ricorda quello dei Gran Cordoni delle altre onorificenze).

     Attivo
     Insegna secondaria
| Insegne                                        |
| ---------------------------------------------- |
| Membro (文化勲章受章者?, bunkakunshō jushōsha) |

## Criteri di assegnazione
I candidati all'Ordine della Cultura sono selezionati tra le Persone di Merito Culturale dal Ministro dell'Istruzione, della Cultura, dello Sport, della Scienza e della Tecnologia, dopo aver ascoltato le opinioni di tutti i membri del comitato di selezione per le Persone di Merito Culturale. Il Ministro raccomanda quindi i candidati al Primo Ministro affinché possano essere scelti dal Consiglio dei Ministri.
Come gli altri ordini giapponesi, l'Ordine della Cultura può essere conferito postumo.

## Insigniti notabili
- Yoshiaki Arata, pioniere della ricerca della fusione nucleare
- Akira Ifukube (1914–2006), compositore di musica classica e di colonne sonore per film
- Ryukichi Inada (1874-1950), medico e prominente accademico, nonché ricercatore di batteriologia
- Nagaoka Hantarō (1865-1950), fisico e pioniere della fisica giapponese
- Kiyoshi Itō, matematico inventore del calcolo Itō
- Takakusu Junjirō (1866-1945), accademico ed avvocato
- Donald Keene, giapponologista, insegnante, scrittore, traduttore ed interprete della letteratura
- Hideo Kobayashi (1902-1983), autore letterario e critico d'arte
- Makoto Kobayashi, fisico premio Nobel per la fisica nel 2008
- Toshihide Maskawa, fisico teorico premio nobel per la fisica nel 2008
- Makoto Ōoka (1931-2017), poeta e critico letterario
- Jirō Osaragi (1897-1973), popolare scrittore
- Seiji Ozawa, direttore d'orchestra
- Osamu Shimomura, chimico organico e biologo marino premio nobel per la chimica nel 2008
- Kenjirō Takayanagi (1899-1990), pioniere nello sviluppo della televisione giapponese
- Morohashi Tetsuji (1883-1982), sinologo
- Susumu Tonegawa (1984), premio nobel nella medicina nel 1987
- Nakamura Utaemon (1917-2001), rinomato attore del kabuki
- Isuzu Yamada (1917-2012), attrice
- Eiji Yoshikawa (1892-1962), scrittore e storico
- Toshiko Yuasa (1909-1980), fisica nucleare, considerata la Marie Curie giapponese
- Masuji Ibuse (1898-1993), scrittore
- Shusaku Endo (1923-1996), scrittore
- Chie Nakane (1926-2021), antropologa